# Fernando Quintanilla
Fernando Quintanilla Barañano, conosciuto come Txirri, (Barakaldo, 13 novembre 1964), è un ex calciatore spagnolo.

## Carriera

### Giocatore
Cresciuto nella florida cantera dell'Athletic Bilbao, debutta con il Bilbao Athletic nella stagione 1983-1984. Dopo due anni viene promosso in prima squadra, debuttando in Primera División spagnola il 31 agosto 1985 nella partita Osasuna-Athletic Bilbao (0-1). Milita quindi per quattro anni con i rojiblancos, venendo ceduto al Malaga nel 1990-1991. I campionati successivi lo vedono vestire le maglie di Marbella, Real Betis ed Elche, per concludere la carriera nel 1997 tra le file dello Zamudio.

### Dirigente
Entra a farne parte ricoprendo il ruolo di direttore tecnico del centro tecnico di Lezama, sede del settore giovanile del team basco.

## Palmarès

### Giocatore

#### Competizioni nazionali
- Segunda División B: 1

Bilbao Athletic: 1988-1989